# Durazno (stad)
Durazno is een stad in Uruguay. Ze is tevens de hoofdstad van het gelijknamige departement Durazno. De stad is gelegen in het midden van het land, aan de Yí rivier. Op 12 oktober 1821 werd de stad gesticht onder de naam Villa San Pedro del Durazno, een hommage aan de toenmalige Braziliaanse overheerser.
Verder vindt er elk jaar het Pilsen Rockfestival plaats nabij deze stad. Afgelopen jaar trok dit festival zo'n 120.000 bezoekers aan.

## Geboren
- Héctor Morán (1962), voetballer